# Siliciuro di magnesio
Il siliciuro di magnesio è un composto chimico inorganico formato da silicio e magnesio, avente formula Mg2Si. Si presenta come un solido blu-nero che cristallizza nel reticolo cubico a facce centrate con la struttura dell'antifluorite.

## Sintesi
Il composto può essere sintetizzando scaldando la silice (SiO2) con del magnesio metallico.
Le due reazioni che hanno luogo sono:
 SiO2 + 2 Mg → 2 MgO + Si
 Si + 2 Mg → Mg2Si
La prima reazione può essere saltata se si dispone di silicio puro in polvere, da aggiungere direttamente al magnesio.